# De scheepsjongens van Bontekoe (strip)
De scheepsjongens van Bontekoe is een strip-bewerking van het beroemde verhaal van Johan Fabricius uit 1924.
Het verhaal is tot strip bewerkt door de tekenaar Piet Wijn. De tekst is verzorgd door Hans Jacobs.
Het verhaal verscheen eerst eind jaren vijftig als dagstrip in Het Vrije Volk.
In 1970 werd het als album uitgebracht door de Nederlandse Rotogravure Mij in de serie Televisie favorieten.
In 1996 werd door uitgever Alpha uit Zutphen het verhaal opnieuw uitgegeven in samenwerking met het Nederlands Scheepvaartmuseum uit Amsterdam.
Een derde uitgave verscheen in 2000 door uitgeverij Walburg Pers, eveneens uit Zutphen.